# 坎塔勒
坎塔勒（法語：Quintal，法語發音：[kɛ̃tal] ⓘ）是法国上萨瓦省的一个市镇，属于阿讷西区。

## 地理
坎塔勒（45°50'25"N, 6°5'8"E）面积9.13 平方千米，位于法国奥弗涅-罗讷-阿尔卑斯大区上萨瓦省，该省份为法国东部省份，历史上为薩伏依的一部分，北与瑞士接壤，西接安省，南至萨瓦省，东与瑞士和意大利接壤。
与坎塔勒接壤的市镇（或旧市镇、城区）包括：圣若里奥、瑟夫里耶、维于拉谢萨、阿讷西。

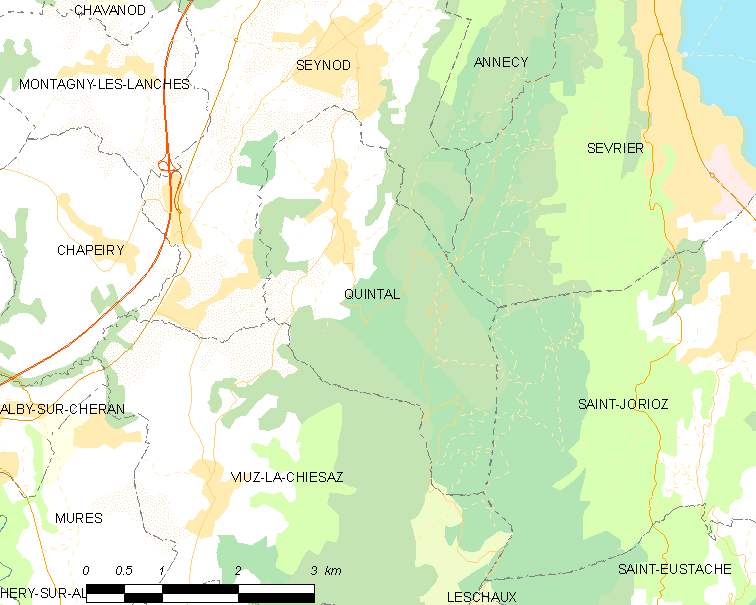
坎塔勒的OSM定位图

坎塔勒的时区为UTC+01:00、UTC+02:00（夏令时）。

## 行政
坎塔勒的邮政编码为74600，INSEE市镇编码为74219。

## 政治
坎塔勒所属的省级选区为阿讷西第四县。

## 人口

1962-2008年间坎塔勒人口变化图示

坎塔勒于2022年1月1日时的人口数量为1252人。